# Vars (Charente)
Vars korábbi község Franciaországban, Charente megyében. Lakosainak száma 2163 fő (2022. január 1.). Vars Anais, Balzac, Champniers, Marsac, Montignac-Charente, Saint-Amant-de-Boixe, Tourriers és Vindelle községekkel határos.
2025. január 1-jén Montignac-Charente korábbi községgel egyesült és az így létrejött La Boixe új község része lett.

## Népesség
A település népessége az elmúlt években az alábbi módon változott:
| Lakosok száma | 1306 | 1551 | 1511 | 1804 | 2021 | 2048 | 2081 | 2168 | 2166 | 2163 |
|               | 1968 | 1982 | 1990 | 2006 | 2013 | 2015 | 2017 | 2019 | 2020 | 2022 |